# 有頂天LOVE
「有頂天LOVE」（うちょうてんラブ）は、スマイレージのメジャー6枚目のシングル。2011年8月3日にアップフロントワークス（hachamaレーベル）から発売された。

## 概要
4人体制では最後のシングル。本作を最後に小川紗季はメンバーから外れることになる。また、和田と前田の立ち位置はいつもと逆になっている。
初回生産限定盤A・初回生産限定盤B・初回生産限定盤C・初回生産限定盤D・通常盤の5種。初回生産限定盤A、B、CにはそれぞれDVDが付属している。初回生産限定盤と通常盤でカップリング曲が異なり、通常盤の「チュッ! 夏パ〜ティ」はシャッフルユニット三人祭の楽曲をカバーしたもの。
購入者対象の抽選イベントへの応募に使用するシリアルナンバーカードが初回生産限定盤4種に封入されている。
表題曲「有頂天LOVE」のコンセプトは「チャラかわいい」であり、「アップテンポ」で「ユーロ調の曲」となっている。また、同曲のミュージック・ビデオも、そのコンセプトに合わせた衣装やセットで撮影されている。
発売と前後する時期に行われた、スマイレージ新メンバーオーディションの合宿審査で、歌及びダンス双方の課題曲となっている。

## 収録曲
全作詞・作曲：つんく

### 初回限定盤
1. 有頂天LOVE [4:14]
編曲：大久保薫
2. 自転車チリリン [4:40]
編曲：藤澤慶昌
3. 有頂天LOVE（Instrumental）

### 通常盤
1. 有頂天LOVE
2. チュッ! 夏パ〜ティ [3:50]
編曲：大久保薫[3]
3. 有頂天LOVE（Instrumental)

## 参加メンバー
- 1期：和田彩花、前田憂佳、福田花音、小川紗季

## 参加ミュージシャン
有頂天LOVE
- キーボード&プログラミング：大久保薫
- コーラス：CHINO

自転車チリリン
- プログラミング&ギター：藤澤慶昌
- ギター：鎌田こーじ
- コーラス：CHINO

チュッ! 夏パ～ティ
- キーボード&プログラミング：大久保薫
- コーラス：つんく・スマイレージ

## カバー
- XOXO EXTREME - トリビュートアルバム『シューティング スター』（2024年11月11日発売）に収録。